# .mg
A .mg Madagaszkár internetes legfelső szintű tartomány kódja, melyet 1995-ben hoztak létre.

## Második szintű tartománykódok
- org.mg
- nom.mg
- gov.mg
- prd.mg
- tm.mg
- edu.mg
- mil.mg
- com.mg